# Paul Wellershaus
Paul Wellershaus (* 20. Mai 1887 in Radevormwald; † 23. Februar 1976 ebenda) war ein deutscher Maler.
Wellershaus wurde 1887 als Sohn eines Bauern und Uhrmachers in der bergischen Kleinstadt Radevormwald, Ortsteil Feckinghausen, geboren. Nach dem Schulbesuch in Radevormwald-Filde von 1891 bis 1901 und des Schwelmer Realgymnasiums von 1901 bis 1902 absolvierte er eine handwerkliche Ausbildung als Maler und Anstreicher in Barmen (heute zu Wuppertal). Nach kurzer Zeit als Geselle wechselte er als Musterzeichner zu einer Tapetenfirma.
Von 1907 bis 1911 war er Schüler der Professoren Ludwig Fahrenkrog und Gustav Wiethüchter in der Kunstgewerbeschule Barmen und absolvierte dort eine künstlerische Ausbildung, die er in der Kunstakademie Düsseldorf unter den Professoren Willy Spatz und Eugen Dücker bis 1913 fortsetzte.
Nach einem Auslandsaufenthalt in Paris 1913/14, bei der er vor allem die Werke der Impressionisten wie Paul Cézanne für sich entdeckte, wurde er eingezogen und diente als Kriegsmaler im Ersten Weltkrieg in Mazedonien. 1916 wurden 13 seiner Gemälde und 10 Graphiken dieser Zeit – überwiegend Landschaften – in Barmen erstmals ausgestellt. Aufgrund einer Malariaerkrankung kehrt er erst 1919 aus Mazedonien zurück und heiratete 1921 die Barmer Malerin Charlotte Marie Söhn († 1931), 1922 wurde ein Sohn geboren. Ab 1919 wurden seine Werke in zahlreichen Einzel- und Gruppenausstellungen der Öffentlichkeit präsentiert. Wellershaus schloss sich um 1928 der Künstlergruppe „Wupperkreis“ an, u. a. mit Kurt Nantke, Richard Paling, Ewald Platte und Ferdinand Röntgen. Er war Mitbegründer der Rheinischen Sezession. Er pflegte Kontakte zu Vertretern avantgardistischer Kunstströmungen, blieb aber selbst eher bodenständig. Dennoch fand er Beachtung bei progressiven Künstlerkollegen in Berlin.
In der Zeit des Nationalsozialismus war Wellershaus obligatorisch Mitglied der Reichskammer der bildenden Künste. Für diese Zeit ist bis 1942 seine Teilnahme an fünf Ausstellungen sicher belegt. 1937 wurden im Rahmen der deutschlandweiten konzertierten Aktion „Entartete Kunst“ nachweislich fünf seiner Arbeiten, die wegen der realistischen, nicht idealisierenden Darstellung des Landlebens nicht dem nazistischen Kunstkanon entsprachen, aus der Städtischen Galerie Wuppertal-Elberfeld konfisziert und danach zerstört.
1940 heiratete Wellershaus seine zweite Frau Wera Schulte, eine Tochter und ein Sohn werden geboren. Im Zweiten Weltkrieg fiel sein Sohn aus erster Ehe.
Wellershaus blieb seinem Geburtsort treu und verbrachte den Großteil seines Lebens in der Radevormwalder Ortschaft Vorm Baum, wo er 1924 ein Haus erwarb und auch 1976 starb. Wellershaus’ Werk umfasst vor allem Landschaften und Stadtansichten seiner bergischen Heimat. So bildete er z. B. im Stil des Impressionismus Wupperbrücken und die Femelinde zu Remlingrade ab. In der Spätphase des Schaffens wurden seine Werke zunehmend abstrakter, Tierdarstellungen ergänzten seine Sujets.

## Auszeichnungen und Ehrungen
- 1942: Wilhelm-Rees-Preis der Stadt Remscheid
- 1959: Kunstpreis des Schloßbauvereins Burg
- 1964: Richart-Reiche-Plakette der Stadt Remscheid
- 1964: Von der Heydt-Kulturpreis
- 1967: Goldene Ehrenmünze der Stadt Radevormwald.

- Benennung einer Radevormwalder Straße in Paul-Wellershaus-Weg.

## 1937 nachweislich  aus der Städtischen Galerie Wuppertal-Elberfeld als „entartet“ beschlagnahmte und zerstörte Werke
- Alter Bauernhof (Tafelbild)
- Beyenburg (Tafelbild)
- Alter Bauernhof (Tafelbild)
- Remlingrade im Herbst (Tafelbild)
- Das Haus des Künstlers (Druckgrafik)